# بوب باديلا
بوب باديلا (بالإنجليزية: Bob Padilla)‏ هو مدرب رياضي أمريكي، ولد في 10 فبراير 1936 في سانتا آنا في الولايات المتحدة، وتوفي في 15 أكتوبر 2007 في ماديرا في الولايات المتحدة.